# Chernobyl: The Final Warning
Chernobyl: The Final Warning er en amerikansk film fra 1990 af Anthony Page.

## Medvirkende
- Jon Voight som Dr. Robert Gale
- Jason Robards som Dr. Armand Hammer
- Sammi Davis som Yelena Mashenko
- Annette Crosbie som Dr. Galina Petrovna
- Ian McDiarmid som Dr. Vatisenko
- Vincent Riotta som Valery Mashenko
- Steven Hartley som Aleksandr Mashenko
- Jim Ishida som Dr. Terasaki